# Кругле (Білорусь)
Кру́гле (біл. Круглае) — місто  в Могильовській області Білорусі. Адміністративний центр Круглянського району.
Населення селища становить 7,3 тис. осіб (2006).
| Білорусь | Це незавершена стаття з географії Білорусі. Ви можете допомогти проєкту, виправивши або дописавши її. |